# Campeonato de Fórmula Dois da FIA de 2010
A Campeonato de Fórmula Dois da FIA de 2010 foi a segunda temporada do Campeonato de Fórmula Dois da FIA. O campeonato começou a 18 de abril em Silverstone e acabou a 19 de setembro no Circuito Ricardo Tormo, em Valência, depois de nove rondas duplas.

## Mudanças regulamentares
Como anunciado pelo Conselho Mundial da FIA em dezembro de 2009, os carros de Fórmula 2 passaram a ter um poder base de 425 cavalo-vapor (317 kW; 431 PS), mais 400 cavalo-vapor (298 kW; 406 PS) do que em 2009. O overboost também subiu de 50 cavalo-vapor (37 kW; 51 PS) para 55 cavalo-vapor (41 kW; 56 PS), dando uma potência máxima de 480 cavalo-vapor (358 kW; 487 PS). As corridas também passaram a ter 40 minutos de duração, e foi implementado o sistema de pontuação 25-18-15-12-10-8-6-4-2-1, que foi introduzido na temporada de Fórmula 1 de 2010.

## Pilotos
Esperava-se que o número de pilotos admitidos ao campeonato subisse para 30. Contudo, o número foi alterado novamente para 24. No entanto, apenas 22 pilotos alinharam para a primeira etapa, em Silverstone.
| #            | Piloto               | Patrocínio(s)                   | Rondas   |
| ------------ | -------------------- | ------------------------------- | -------- |
| 2            | Will Bratt           | Michelangelo Search             | 1–8      |
| 3            | Jolyon Palmer        | Comma                           | 1–8      |
| 4            | Benjamin Bailly      | RACB                            | 1–8      |
| 5            | Ricardo Teixeira     | Sonangol                        | 1–8      |
| 6            | Armaan Ebrahim       | JK Racing                       | 1–8      |
| 7            | Ivan Samarin         | Luding                          | 1–8      |
| 8            | Plamen Kralev        | Bulgarian State Agency Tourism  | 1–8      |
| 9            | Mihai Marinescu      | KG Clean Energy                 | 1–8      |
| 10           | Benjamin Lariche     | Quick Sorel                     | 1–8      |
| 11           | Jack Clarke          | KSS Design                      | 1–8      |
| 12           | Kelvin Snoeks        | HDI Gerling / Snoeks Automotive | 1–5, 7–8 |
| 14           | Sergey Afanasyev     | Lukoil                          | 1–8      |
| 17           | Johan Jokinen        | DASU/Dansk Metal                | 1–3      |
| 19           | Nicola de Marco      | SpritzOne                       | 1–8      |
| 21           | Kazim Vasiliauskas   | Darsena                         | 1–8      |
| 22           | Johannes Theobald    |                                 | 8        |
| 24           | Tom Gladdis          |                                 | 1, 6–7   |
| 26           | Parthiva Sureshwaren | Indigo / Ice Blue               | 1–6      |
| 27           | Paul Rees            | Darsena                         | 1–4      |
| 28           | Ajith Kumar          | Goodwill Motorsport             | 1–3      |
| 28           | Julian Theobald      | TRP Track Racing & Promotion KG | 6–8      |
| 33           | Philipp Eng          |                                 | 1–8      |
| 48           | Dean Stoneman        | Silver Lining                   | 1–8      |
| 77           | Natalia Kowalska     | Cyfra+                          | 1–7      |
| por anunciar | Ramón Piñeiro        | Caja Madrid                     |          |

### Mudanças de pilotos
Entraram no Campeonato de Fórmula Dois da FIA
- Ajith Kumar: Ano sabático
- Benjamin Bailly: Formul'Academy Euro Series
- Benjamin Lariche: Eurocup Fórmula Renault 2.0 & Formula Renault 2.0 West European Cup (Pole Services)
- Dean Stoneman: Formula Renault UK (Alpine Motorsport)
- Ivan Samarin: Russian Formula Three Championship (Art-Line Engineering & AKM Racing Team)
- Johan Jokinen: Fórmula 3 Euroseries (Kolles & Heinz Union)
- Julian Theobald: Ano sabático
- Kelvin Snoeks: International Fórmula Master (AR Motorsport)
- Mihai Marinescu: Fórmula Renault 3.5 Series (Interwetten.com Racing)
- Natalia Kowalska: Ano sabático
- Parthiva Sureshwaren: A1 Grand Prix (A1 Team India)
- Paul Rees: Fórmula Palmer Audi (MotorSport Vision)
- Plamen Kralev: International GT Open (Vittoria Competizioni)
- Ramón Piñeiro: Fórmula Palmer Audi (MotorSport Vision)
- Ricardo Teixeira: GP2 Series (Trident Racing)
- Sergey Afanasyev: International Fórmula Master (JD Motorsport)
- Will Bratt: Euroseries 3000 (EmiliodeVillota Motorsport)

Abandonaram o Campeonato de Fórmula Dois da FIA
- Alex Brundle: Fórmula 3 Britânica (T-Sport)
- Andy Soucek: Fórmula 1 – piloto de testes e de reserva da (Virgin Racing).
- Carlos Iaconelli: Auto GP (Durango)
- Edoardo Piscopo: Le Mans Series & Auto GP (DAMS)
- Germán Sánchez: Retirou-se do automobilismo[30]
- Henri Karjalainen: Campeonato Finlandês de GT3 (Ferrari Team Nurminen)
- Henry Surtees: Faleceu num acidente em Brands Hatch, na temporada de F2 de 2009.
- Jason Moore: ?
- Jens Höing: ?
- Julien Jousse: Superleague Fórmula (A.S. Roma)
- Miloš Pavlović: ?
- Mikhail Aleshin: Fórmula Renault 3.5 Series (Carlin)
- Mirko Bortolotti: GP3 Series (Addax Team)
- Natacha Gachnang: FIA GT1 World Championship (Matech Competition)
- Ollie Hancock: World Sportscar Masters (Clássicos)
- Pietro Gandolfi: Campeonato Italiano de Protótipos (Avelon Formula)
- Robert Wickens: GP3 Series (Status Grand Prix)
- Sebastian Hohenthal: Retirou-se do automobilismo[31]
- Tobias Hegewald: GP3 Series (RSC Mücke Motorsport)
- Tristan Vautier: Star Mazda Championship (Andersen Racing)

## Calendário
Um calendário de nove rondas foi publicado a 21 de outubro de 2009. O campeonato irá ter uma corrida fora da Europa (a ronda 2, em Marrocos), depois de em 2009 ter ficado apenas na Europa.
| Ronda | Ronda | Circuito/Local                               | País        | Data           | A acompanhar o campeonato      |
| ----- | ----- | -------------------------------------------- | ----------- | -------------- | ------------------------------ |
| 1     | R1    | Silverstone Circuit                          | Reino Unido | 17 de abril    | Stand-alone                    |
| 1     | R2    | Silverstone Circuit                          | Reino Unido | 18 de abril    | Stand-alone                    |
| 2     | R1    | Marrakech Street Circuit                     | Marrocos    | 1 de maio      | World Touring Car Championship |
| 2     | R2    | Marrakech Street Circuit                     | Marrocos    | 2 de maio      | World Touring Car Championship |
| 3     | R1    | Autodromo Nazionale Monza                    | Itália      | 22 de maio     | World Touring Car Championship |
| 3     | R2    | Autodromo Nazionale Monza                    | Itália      | 23 de maio     | World Touring Car Championship |
| 4     | R1    | Circuit Zolder                               | Bélgica     | 19 de junho    | World Touring Car Championship |
| 4     | R2    | Circuit Zolder                               | Bélgica     | 20 de junho    | World Touring Car Championship |
| 5     | R1    | Autódromo Internacional do Algarve, Portimão | Portugal    | 3 de julho     | World Touring Car Championship |
| 5     | R2    | Autódromo Internacional do Algarve, Portimão | Portugal    | 4 de julho     | World Touring Car Championship |
| 6     | R1    | Brands Hatch, Kent                           | Reino Unido | 17 de julho    | World Touring Car Championship |
| 6     | R2    | Brands Hatch, Kent                           | Reino Unido | 18 de julho    | World Touring Car Championship |
| 7     | R1    | Masaryk Circuit, Brno                        | Chéquia     | 31 de julho    | World Touring Car Championship |
| 7     | R2    | Masaryk Circuit, Brno                        | Chéquia     | 1 de agosto    | World Touring Car Championship |
| 8     | R1    | Motorsport Arena Oschersleben, Oschersleben  | Alemanha    | 4 de setembro  | World Touring Car Championship |
| 8     | R2    | Motorsport Arena Oschersleben, Oschersleben  | Alemanha    | 5 de setembro  | World Touring Car Championship |
| 9     | R1    | Circuito Ricardo Tormo, Valência             | Espanha     | 18 de setembro | World Touring Car Championship |
| 9     | R2    | Circuito Ricardo Tormo, Valência             | Espanha     | 19 de setembro | World Touring Car Championship |

## Resultados
| Rd. | Rd. | Etapa        | Pole Position      | Volta mais rápida  | Vencedor           |
| --- | --- | ------------ | ------------------ | ------------------ | ------------------ |
| 1   | R1  | Silverstone  | Jolyon Palmer      | Jolyon Palmer      | Jolyon Palmer      |
| 1   | R2  | Silverstone  | Philipp Eng        | Philipp Eng        | Philipp Eng        |
| 2   | R1  | Marraquexe   | Dean Stoneman      | Dean Stoneman      | Dean Stoneman      |
| 2   | R2  | Marraquexe   | Philipp Eng        | Dean Stoneman      | Philipp Eng        |
| 3   | R1  | Monza        | Jolyon Palmer      | Johan Jokinen      | Jolyon Palmer      |
| 3   | R2  | Monza        | Jolyon Palmer      | Mihai Marinescu    | Jolyon Palmer      |
| 4   | R1  | Zolder       | Dean Stoneman      | Dean Stoneman      | Dean Stoneman      |
| 4   | R2  | Zolder       | Benjamin Bailly    | Dean Stoneman      | Benjamin Bailly    |
| 5   | R1  | Algarve      | Jolyon Palmer      | Jolyon Palmer      | Jolyon Palmer      |
| 5   | R2  | Algarve      | Jolyon Palmer      | Dean Stoneman      | Dean Stoneman      |
| 6   | R1  | Brands Hatch | Dean Stoneman      | Dean Stoneman      | Dean Stoneman      |
| 6   | R2  | Brands Hatch | Kazim Vasiliauskas | Dean Stoneman      | Philipp Eng        |
| 7   | R1  | Brno         | Dean Stoneman      | Nicola de Marco    | Nicola de Marco    |
| 7   | R2  | Brno         | Dean Stoneman      | Jolyon Palmer      | Jolyon Palmer      |
| 8   | R1  | Oschersleben | Sergey Afanasyev   | Nicola de Marco    | Dean Stoneman      |
| 8   | R2  | Oschersleben | Dean Stoneman      | Kazim Vasiliauskas | Dean Stoneman      |
| 9   | R1  | Valencia     | Nicola de Marco    | Will Bratt         | Nicola de Marco    |
| 9   | R2  | Valencia     | Kazim Vasiliauskas | Kazim Vasiliauskas | Kazim Vasiliauskas |

### Drivers' Championship
| Pos  | Piloto               | SIL | SIL | MAR | MAR | MOZ | MOZ | ZOL | ZOL | POR | POR | BDH | BDH | BRN | BRN | OSC | OSC | VAL | VAL | Pontos |
| ---- | -------------------- | --- | --- | --- | --- | --- | --- | --- | --- | --- | --- | --- | --- | --- | --- | --- | --- | --- | --- | ------ |
| 1    | Dean Stoneman        | 2   | Ret | 1   | 2   | 2   | 4   | 1   | 3   | 11  | 1   | 1   | 12  | 2   | 2   | 1   | 1   | 8   | 3   | 267    |
| 2    | Jolyon Palmer        | 1   | 2   | Ret | 5   | 1   | 1   | 2   | 2   | 1   | 2   | 8   | Ret | 5   | 1   | 3   | 12  | 7   | Ret | 236    |
| 3    | Sergey Afanasyev     | 3   | 6   | 8   | 7   | Ret | 2   | 4   | 15† | 9   | 12  | 6   | 5   | 3   | 4   | 4   | 3   | 5   | 5   | 137    |
| 4    | Philipp Eng          | 4   | 1   | 2   | 1   | 11  | Ret | 15  | 12  | 15  | 6   | 10  | 1   | 6   | 18  | 7   | 9   | 4   | Ret | 130    |
| 5    | Kazim Vasiliauskas   | 5   | 7   | 10  | 4   | 3   | Ret | 3   | 7   | 4   | Ret | 11  | Ret | 11  | 3   | 2   | 2   | Ret | 1   | 128    |
| 6    | Will Bratt           | 6   | 5   | Ret | 3   | 4   | 3   | 14  | 5   | Ret | 5   | 4   | 3   | 8   | 10  | 6   | 7   | 2   | Ret | 126    |
| 7    | Benjamin Bailly      | 11  | 11  | Ret | Ret | 6   | 6   | 6   | 1   | 2   | 3   | 13  | 11  | 4   | 5   | 5   | 5   | 8   | 9   | 124    |
| 8    | Nicola de Marco      | 9   | 10  | Ret | Ret | Ret | Ret | 10  | Ret | 5   | 7   | 7   | 4   | 1   | 6   | 9   | 15  | 1   | 9   | 98     |
| 9    | Jack Clarke          | Ret | 4   | Ret | Ret | Ret | 12  | Ret | 4   | 3   | Ret | 2   | 8   | Ret | 9   | 12  | DNS | Ret | 2   | 81     |
| 10   | Armaan Ebrahim       | 8   | 9   | 6   | 6   | Ret | 5   | 5   | Ret | 7   | Ret | 9   | 7   | Ret | 13  | 11  | 10  | 7   | 3   | 78     |
| 11   | Mihai Marinescu      | 7   | 8   | Ret | 14  | 5   | 16  | 8   | 6   | 12  | 4   | 12  | 6   | 16  | 11  | 13  | 6   | Ret | 6   | 68     |
| 12   | Ivan Samarin         | DSQ | 15  | 4   | Ret | 12  | 8   | 7   | 8   | 13  | 8   | 3   | 9   | 14  | 16  | Ret | 8   | 10  | 4   | 51     |
| 13   | Kelvin Snoeks        | 12  | Ret | 3   | 9   | 13  | DSQ | 11  | 10  | Ret | Ret |     |     | 7   | 8   | 8   | 4   | Ret | 8   | 48     |
| 14   | Benjamin Lariche     | 10  | 19† | 9   | 10  | 8   | 9   | Ret | 9   | 8   | 10  | 14  | 10  | 10  | 7   | Ret | 11  | 6   | Ret | 33     |
| 15   | Tom Gladdis          | Ret | Ret |     |     |     |     |     |     |     |     | 5   | 2   | 12  | 12  |     |     |     |     | 28     |
| 16   | Ricardo Teixeira     | 17† | 14  | 5   | Ret | 16† | 13  | 9   | Ret | 6   | Ret | 16  | 16  | 9   | Ret | 10  | 16  | Ret | Ret | 23     |
| 17   | Johan Jokinen        | Ret | 3   | Ret | Ret | 7   | Ret |     |     |     |     |     |     |     |     |     |     |     |     | 21     |
| 18   | Paul Rees            | 13  | 13  | 7   | 8   | 9   | 7   | 13  | 13  |     |     |     |     |     |     |     |     |     |     | 18     |
| 19   | Natalia Kowalska     | 14  | 12  | Ret | 11  | Ret | 14  | Ret | 11  | 10  | 9   | 15  | 13  | Ret | 14  | Ret | Ret | Ret | 3   |        |
| 20   | Parthiva Sureshwaren | 16  | 16  | 11  | Ret | 15  | 10  | 12  | Ret | 14  | 11  | 18  | 14  |     |     |     |     |     |     | 1      |
| 21   | Plamen Kralev        | 15  | 17  | 12  | 12  | 10  | 11  | Ret | 14  | Ret | Ret | Ret | 15  | 15  | 17  | 15  | 14  | Ret | Ret | 1      |
| 22   | Ajith Kumar          | 18  | 18  | 13  | 13  | 14  | 15  |     |     |     |     |     |     |     |     |     |     |     |     | 0      |
| 23   | Julian Theobald      |     |     |     |     |     |     |     |     |     |     | 17  | 17  | 13  | 15  | 14  | Ret |     |     | 0      |
| 24   | Johannes Theobald    |     |     |     |     |     |     |     |     |     |     |     |     |     |     | 16  | 13  |     |     | 0      |
| Pos. | Piloto               | SIL | SIL | MAR | MAR | MOZ | MOZ | ZOL | ZOL | POR | POR | BDH | BDH | BRN | BRN | OSC | OSC | VAL | VAL | Pontos |

| Cor        | Resultado             |
| ---------- | --------------------- |
| Ouro       | Vencedor              |
| Prata      | 2.º lugar             |
| Bronze     | 3.º lugar             |
| Verde      | Terminou, nos pontos  |
| Azul       | Terminou, sem pontos  |
| Púrpura    | Ret – Retirou-se      |
| Vermelho   | NQ – Não qualificado  |
| Preto      | DSQ – Desqualificado  |
| Branco     | NL – Não largou       |
| Branco     | C – Corrida cancelada |
| Azul claro | AT – Apenas Treino    |
| Sem cor    | NP – Não participou   |
| Sem cor    | Les – Lesionado       |
| Sem cor    | EX – Excluído         |